# U.S. Women's Hard Court Championships 1990
L'U.S. Women's Hard Court Championships 1990 è stato un torneo di tennis giocato sul cemento.
È stata la 26ª edizione del torneo, che fa parte della categoria Tier III nell'ambito del WTA Tour 1990.
Si è giocato a San Antonio negli Stati Uniti, dal 26 marzo al 1º aprile 1990.

## Campionesse

### Singolare
Monica Seles ha battuto in finale  Manuela Maleeva-Fragniere con il punteggio di 6–4, 6–3

### Doppio
Kathy Jordan /  Elizabeth Sayers-Smylie hanno battuto in finale  Gigi Fernández /  Robin White con il punteggio di 7–5, 7–5